# 福田米蔵
福田 米蔵（ふくだ よねぞう）は、日本の外交官。2011年（平成23年）9月1日から2014年（平成26年）4月15日からジンバブエ駐箚特命全権大使。

## 経歴・人物
兵庫県出身。1975年（昭和50年）横浜市立大学文理学部を卒業して、外務省に入省する。外務省大臣官房儀典官室儀典総括官補佐、在バングラデシュ日本国大使館公使、2009年（平成21年）12月、外務省大臣官房儀典官室儀典調整官。2011年（平成23年）9月1日から2014年5月27日までジンバブエ駐箚特命全権大使。2025年、瑞宝中綬章受章。

## 同期
- 河相周夫（12年外務事務次官・10年内閣官房副長官補）
- 別所浩郎（12年駐韓大使・10年外務審議官）
- 奥田紀宏（13年駐カナダ大使・10年駐エジプト大使・08年国連次席大使）
- 谷崎泰明（13年外務省研修所長・10年駐ベトナム大使）
- 三輪昭（14年関西担当大使・10年駐ブラジル大使・08年駐ポルトガル大使）
- 鈴木庸一（13年駐フランス大使・10年駐シンガポール大使）
- 持田繁（10年国連事務総長副特別代表）
- 門司健次郎（13年ユネスコ代表部大使・10年駐カタール大使）
- 渥美千尋（11年駐アイルランド大使・08年駐パキスタン大使）
- 山口寿男（07年駐ノルウェー大使・06年駐イラク大使）
- 岸野博之（13年駐ラオス大使・10年駐エチオピア大使）
- 水城幾雄（10年駐パナマ大使）
- 江川明夫（13年駐スロバキア大使・10年駐ザンビア大使）
- 竹内春久（13年駐シンガポール大使・11年駐沖縄担当大使・08年駐イスラエル大使）
- 西林万寿夫（13年駐ギリシャ大使・10年兼北極担当大使・12年文化交流担当大使・09年駐キューバ大使）
- 篠塚保（12年国際テロ対策・組織犯罪対策協力担当兼サイバー政策担当大使・09年駐バングラデシュ大使）
- 森元誠二（13年駐スウェーデン大使・08年駐オマーン大使）
- 小林祐武（98年外務省経済局総務参事官室課長補佐）
- 椿秀洋（12年駐ボリビア大使）
- 庄司隆一（11年駐ナイジェリア大使）
- 清水武則（11年駐モンゴル大使）
- 隈丸優次（13年駐カンボジア大使）
- 蒲原正義（13年駐カザフスタン大使・12年査察担当大使・9年駐グルジア大使）
- 藤田順三（13年駐ウガンダ大使）
- 丸尾眞（12年科学技術協力担当大使・10年駐キルギス大使）
- 名井良三（13年駐アンゴラ大使）
- 大部一秋（13年駐ウルグアイ大使）